# Baeoura angustisterna
Baeoura angustisterna är en tvåvingeart som beskrevs av Alexander 1966. Baeoura angustisterna ingår i släktet Baeoura och familjen småharkrankar. Inga underarter finns listade i Catalogue of Life.